# Romesco
El romesco és una salsa típica del Camp de Tarragona. Es tracta de l'únic plat de la cuina catalana que sol aparèixer als diccionaris culinaris internacionals. Per exemple, apareix al The New Food Lover's Companion o a The Mediterranean vegan kitchen. Per Joan Coromines, l'origen del mot català romesco és mossàrab, vindria de la paraula remescolar, que significa barrejar i remenar coses diverses. Segons una teoria més recent provindria del romandalusí romíškal, per designar cetaci i que després el nom de l'animal va passar a la salsa que l'acompanya.

## Origen
És possible que el romesco s'originés al barri mariner del Serrallo, a Tarragona. Es tracta d'una salsa popular, sense dubte posterior a l'arribada generalitzada de productes americans (tomàquet i pebrot) a les llars catalanes, cosa que va començar a ocórrer cap al segle xviii. N'hi ha referències escrites des del segle xix, per exemple a l'obra costumista Colla de carrer (1887) de Joan Pons i Massaveu, i també en altres escrits de Pitarra, Emili Vilanova, Ferran Agulló, etc. Fora dels Països Catalans, se'n parla, entre d'altres al llibre El Practicón (1894), en castellà, d'Àngel Muro. Al llibre de cuina La Teca (1924), d'Ignasi Domènech, apareix explícitament una recepta de romesco.

## Descripció
La base es compon d'ametlles, avellanes, tomàquet escalivat, sal, all escalivat i cru, oli, pebre, vinagre i pebrot de romesco. Sovint s'hi afegeixen i pa fregit (una llesqueta) perquè tingui més cos. Segons que sigui per a peix o caragols s'hi afegeixen unes fulles de menta, julivert o fonoll, per a aromatitzar. Cada família però, té el seu secret quant a la forma de preparació i els ingredients d'aquesta salsa. És una salsa que té un punt de picantor i sol acompanyar plats de peix, carn o vegetals, com ara calçots, encara que una salsa semblant, anomenada popularment salvitxada, es fa servir també amb aquests últims.
Cada família té una recepta una mica diferent, segons la seva història familiar, els ingredients que tenien més a l'abast i sobretot el gust personal de cadascú. Per exemple, la proporció d'ametlles i avellanes pot ser diferent, i hi ha persones que prefereixen la salsa més líquida i d'altres més espessa. També és una recepta de la qual sovint hi ha "trucs" o "secrets" familiars. El romesco pot menjar-se fred o guisat, calent; pot afegir-se a diversos ingredients ben diferents, com per exemple l'escarola, el bacallà, el pollastre, el conill o les faves. Terra endins, per exemple a Santa Coloma de Queralt, es fan romescos «d'interior» als quals s'afegeix safrà de cultiu local.
El romesco fregit és, com diu Josep Pla, una salsa del Camp de Tarragona; i «"no és més que el sofregit habitual, però més complicat. En una cassola, sobre l'habitual fons d'oli, poseu una quantitat de ceba tallada, tomàquet, molt de tomàquet, pebrot, pebre bo, sal, llorer, farigola, fenoll i orenga. Tots aquests ingredients s'han de coure molt, vull dir una llarga estona, fins a fondre's en una confitura, i passar-se després pel colador... »

## Salses de la mateixa família
La salsa romesco té altres plats i salses parents a la Catalunya Nova, com el romesco de peix amb els mateixos ingredients a la regió de Tarragona, el xató (Garraf i Penedès), la salvitxada o la salsa de calçots, i, al País Valencià, l'allipebre.
La salvitxada s'anomena així per contracció dels mots "salsa" i "vitxo/bitxo" —dels pebres picants de cuallarga també anomenats vitets, pebrina o pebre picant. El mot “salvitxada” es pot escriure amb b o v a causa de la doble grafia de "bitxo" i "vitxo", que n'és un ingredient. És diferenciada de la salsa del xató, que generalment porta tomàquet, i de la salsa de calçots, que no duu bitxo.

## Fires, festes i concursos
Aquesta salsa tan popular és sovint objecte de manifestacions diverses i concursos, com entre d'altres a Santa Coloma de Queralt, Cambrils, o La Pobla de Mafumet